# Linda Thom
Linda Mary Alice Thom (ur. 30 grudnia 1943 w Hamilton) – kanadyjska strzelczyni sportowa. Złota medalistka olimpijska z Los Angeles.
Zawody w 1984 były jej jedynymi igrzyskami olimpijskimi. Specjalizowała się w strzelaniu pistoletowym i zwyciężyła na dystansie 25 metrów w pistolecie sportowym. Była to konkurencja po raz pierwszy rozgrywana w rywalizacji kobiet. Była pierwszą Kanadyjką-złotą medalistką letnich igrzysk od 1928 roku. W 1983 była dwukrotną medalistką igrzysk panamerykańskich.
W 1985 została odznaczona Orderem Kanady III Klasy.